# Chiese ortodosse più alte del mondo
Elenco delle chiese ortodosse più alte del mondo.
Tradizionalmente le chiese ortodosse sono sormontate da una o più cupole con croci ortodosse sulla parte superiore di esse. L'altezza complessiva delle chiese è misurata a partire dal punto più alto della croce posta sopra la cupola della chiesa.
Il numero di cupole è simbolico. Una cupola è un simbolo di Cristo o Dio, tre cupole sono il simbolo della Trinità, cinque cupole simboleggiano Cristo e i quattro evangelisti, sette cupole sono spesso utilizzati perché sette è un numero sacro, e tredici cupole corrispondono a Cristo e ai suoi dodici apostoli.
Una chiesa ortodossa può avere anche un campanile, chiamato zvonnitsa.

## Chiese
| №  | Altezza (m) | Nome                                                         | Immagine | Note | Anni di costruzione | Luogo                  |
| -- | ----------- | ------------------------------------------------------------ | -------- | --- | ------------------- | ---------------------- |
| 1  | 103         | Cattedrale di Cristo Salvatore                               |          | La Cattedrale originale venne costruita tra il 1839 e il 1883, ma venne demolita durante periodo sovietico su diretto ordine di Stalin nel 1931. Completamente ricostruita, è la cattedrale principale e la più grande chiesa della Chiesa ortodossa russa, con una capacità di circa 10.000 persone | 1995–2000           | Mosca Russia           |
| 2  | 101,5       | Cattedrale di Sant'Isacco                                    |          | Un capolavoro del tardo classicismo | 1818–1858           | San Pietroburgo Russia |
| 3  | 98          | Cattedrale della Santissima Trinità di Tbilisi               |          | La cattedrale principale della Chiesa ortodossa georgiana | 1995–2002           | Tbilisi Georgia        |
| 4  | 96          | Cattedrale della Trasfigurazione di Chabarovsk               |          | La posizione della cattedrale è stata scelta dal patriarca Alessio II durante un volo in elicottero sopra Chabarovsk | 2001–2004           | Chabarovsk Russia      |
| 5  | 93,7        | Cattedrale della Resurrezione                                |          | Il progetto originale prevedeva anche un campanile alto 140 metri, che non fu mai costruito | 1751–1835           | San Pietroburgo Russia |
| 6  | 87          | Cattedrale di Aleksandr Nevskij                              |          | Situata tra i fiumi Oka e Volga. Venne costruita in commemorazione della visita alla Fiera di Nižnij Novgorod da parte dello Zar Alessandro II | 1867–1880           | Nižnij Novgorod Russia |
| 7  | 85          | Cattedrale dell'Annunciazione di Voronež                     |          | Costruita in stile Revival russo | 1998–2009           | Voronež Russia         |
| 8  | 83,7        | Cattedrale ortodossa di Timişoara                            |          | Situata nel centro della città. È la più alta chiesa della Romania | 1934–1946           | Timișoara Romania      |
| 9  | 81          | Chiesa del Salvatore sul Sangue Versato                      |          | Il nome si riferisce al sangue dello zar Alessandro II di Russia, assassinato in quel sito nel 1881. È anche conosciuta anche come la Cattedrale della Resurrezione di Cristo | 1883–1907           | San Pietroburgo Russia |
| 10 | 80          | Cattedrale della Trinità - Izmajlovskij                      |          | La cupola venne ricostruita dopo l'incendio del 2006 | 1828–1835           | San Pietroburgo Russia |
| 11 | 79          | Tempio di San Sava                                           |          | Situato sul luogo dove le spoglie di San Sava si pensano siano stati bruciati nel 1595 da parte di Koca Sinan Pascià dell'Impero ottomano | 1935–2004           | Belgrado Serbia        |
| 12 | 78          | Cattedrale della Trinità di Pskov                            |          | Situata nel Cremlino di Pskov | 1682–1699           | Pskov Russia           |
| 13 | 78          | Monastero Săpânța-Peri                                       |          | La più alta chiesa in legno del mondo | 1998-2003           | Săpânța Romania        |
| 14 | 77          | Cattedrale della Trasfigurazione nel monastero Nikolo-Ugresh |          | Il monastero è stato spesso visitato dal giovane Pietro I di Russia. La cattedrale è la principale nel monastero e dispone di uno spazio per circa 7.000 persone. |                     | Dzeržinskij Russia     |
| 15 | 76          | Cattedrale di Nostra Signora di Kazan' di Stavropol'         |          | Situata nel punto più alto della città |                     | Stavropol' Russia      |
| 16 | 75,6        | Cattedrale della Trinità di Moršansk                         |          | |                     | Moršansk Russia        |
| 17 | 75          | Cattedrale della Dormizione                                  |          | Situata all'interno del cremlino di Astrachan' | 1698                | Astrachan' Russia      |
| 18 | 74,6        | Cattedrale dell'Ascensione di Novočerkassk                   |          | Cattedrale dell'Esercito dei Cosacchi del Don | 1805–1905           | Novočerkassk Russia    |
| 19 | 74          | Chiesa monumentale di Tutti i Santi                          |          | Chiesa monumentale dedicata a Tutti i Santi e alla memoria di coloro che sono morti ingiustamente |                     | Minsk Bielorussia      |
| 20 | 74          | Cattedrale dell'Ascensione di Elec                           |          | All'interno della cattedrale vi è una ricca iconostasi con intagli dorati | 1845–1889           | Elec Russia            |
| 21 | 73          | Cattedrale di Cristo Salvatore dei Kaliningrad               |          | Situata nella piazza centrale della città | 2004–2006           | Kaliningrad Russia     |
| 22 | 72          | Cattedrale di San Michele                                    |          | Costruita in stile neobizantino | 1994–2002           | Čerkasy Ucraina        |
| 23 | 71,5        | Cattedrale di Kazan' di San Pietroburgo                      |          | Costruita su desiderio dello zar Paolo di Russia, il cattedrale fu costruita su modello dalla Basilica di San Pietro a Roma | 1801–1811           | San Pietroburgo Russia |
| 24 | 70,6        | Cattedrale Navale di Kronštadt                               |          | | 1902–1913           | Kronštadt Russia       |
| 25 | ~ 70        | Cattedrale dei Santi Pietro e Paolo di Peterhof              |          | Costruita sul modello della Cattedrale di San Basilio di Mosca, ma con una forma più piramidale | 1894–1904           | Peterhof Russia        |
| 26 | 70          | Chiesa dell'Ascensione di Bacău                              |          | Ancora in costruzione | 1991-               | Bacău Romania          |

## Campanili
| N° | Altezza (m) | Nome                                 | Immagine | Note                                                                         | Anno di costruzione | Luogo                  |
| -- | ----------- | ------------------------------------ | -------- | ---------------------------------------------------------------------------- | ------------------- | ---------------------- |
| 1  | 122,50      | Cattedrale dei Santi Pietro e Paolo  |          | Il campanile a tre livelli fa parte della chiesa.                            | 1712–1733           | San Pietroburgo Russia |
| 2  | 116,00      | Cattedrale della Trasfigurazione     |          | Campanile a cinque livelli, coronato da una cuspide dorata                   | 1797–1804           | Rybinsk Russia         |
| 3  | 107,00      | Monastero di Nostra Signora di Kazan |          | Più alta struttura cristiana nel Circondario federale centrale della Russia. | 2009—2011           | Tambov Russia          |